# Jochen Schümann
Jochen Schümann (* 8. Juni 1954 in Köpenick, Ost-Berlin) ist ein deutscher Segelsportler.

## Leben
Im Alter von zwölf Jahren begann Jochen Schümann seine Segelkarriere mit einem selbstgebauten Optimisten auf dem Berliner Müggelsee. Er wurde Mitglied des Yachtclubs Berlin-Grünau. Er besuchte die EOS sowie die Kinder- und Jugendsportschule (KJS) und legte das Abitur ab. 1972 war er Sieger bei der Spartakiade. In den Jahren 1974 und 1975 war er jeweils Europameister der Junioren. Bei den Olympischen Spielen 1976 in Montreal (Kanada) gewann er die Goldmedaille im Finn-Dinghy. Für diesen Erfolg wurde er mit dem Vaterländischen Verdienstorden in Silber ausgezeichnet. 1988 in Busan (Südkorea) und 1996 in Savannah, Georgia gewann er im Soling ebenfalls olympisches Gold, in Sydney 2000 (Australien) die Silbermedaille. Im Jahr 1996 wurde Jochen Schümann als erster Deutscher zum Weltsegler des Jahres gewählt. Er ist der erfolgreichste deutsche Segler aller Zeiten.
Schümann schloss 1983 ein Studium an der Deutschen Hochschule für Körperkultur (DHfK) als Diplom-Sportlehrer ab. Anschließend arbeitete er von 1983 bis 1989 im wissenschaftlichen Zentrum des DDR-Segler-Verbandes. 1991 war er Mitarbeiter der Segelmachereifirma Paul Elvstrøm in Dänemark, zuletzt als Manager. Von 1993 bis 1996 war er sportlicher Direktor des Daimler-Benz-Projekts Aero Sail. 1997 war er Sportdirektor einer Firma und Berater des DSV-Präsidenten. 1999 war er Aktivensprecher der Segler.
Jochen Schümann war Sportdirektor des Schweizer Teams Alinghi, das 2003 in Auckland (Neuseeland) den America’s Cup gewann und den Titel 2007 vor Valencia (Spanien) erfolgreich verteidigte. Da sein Vertrag beim Team Alinghi nicht verlängert wurde, hat sich Schümann entschieden, bei der 33. Auflage das United Internet Team Germany als Teamchef zu unterstützen. Nachdem sich dieses 2008 aufgelöst hatte, wurde Schümann Skipper des ALL4ONE Challenge-Boots.
Jochen Schümann lebt im oberbayerischen Penzberg. Schümann hat mit seiner Frau eine Tochter und einen Sohn.

## Auszeichnungen (Auswahl)
In der DDR erhielt er 1976 den Vaterländischen Verdienstorden in Silber und 1988 in Gold. 2003 wurde ihm im Rahmen der Verleihung des Bayerischen Sportpreises der „Persönliche Preis des Bayerischen Ministerpräsidenten“ verliehen. Aufgrund seiner sportlichen Erfolge sowie seines gesellschaftlichen Engagements wurde Jochen Schümann im Mai 2014 mit der Goldenen Sportpyramide, die von der Stiftung Deutsche Sporthilfe verliehen wird, ausgezeichnet. Ebenfalls erfolgte die Aufnahme in die Hall of Fame des deutschen Sports. Außerdem erhielt er das Silberne Lorbeerblatt.